# 大川インターチェンジ
大川インターチェンジ（おおかわインターチェンジ）は、鹿児島県阿久根市大川に設置される予定の南九州西回り自動車道（阿久根川内道路）のインターチェンジである。名称は仮称である。
県立自然公園に指定されている牛之浜景勝地を展望することができることから、道の駅「サンセット牛之浜景勝地」（仮称）の併設が予定されている。

## 道路
- E3A 南九州西回り自動車道（阿久根川内道路）

## 沿革
- 2014年（平成26年）7月 : 西目IC（仮称：阿久根IC）から薩摩川内水引ICまでの区間の都市計画が決定する[3]。
- 2015年（平成27年）度 : 大川ICを含む阿久根ICから薩摩川内水引ICまでの区間が阿久根川内道路として事業化[4]。
- 未定 : 阿久根IC - 薩摩川内水引IC間開通に伴い供用開始予定。

## 接続する道路
- 国道3号（予定）

## 周辺
- 薩摩大川駅（肥薩おれんじ鉄道）
- 阿久根市立大川中学校・阿久根市立大川小学校
- 道の駅阿久根

## 隣
E3A 南九州西回り自動車道（阿久根川内道路）
西目IC（仮称・事業中） - 大川IC（仮称・事業中） - 湯田西方IC（仮称・事業中）